# Región andina de Bolivia

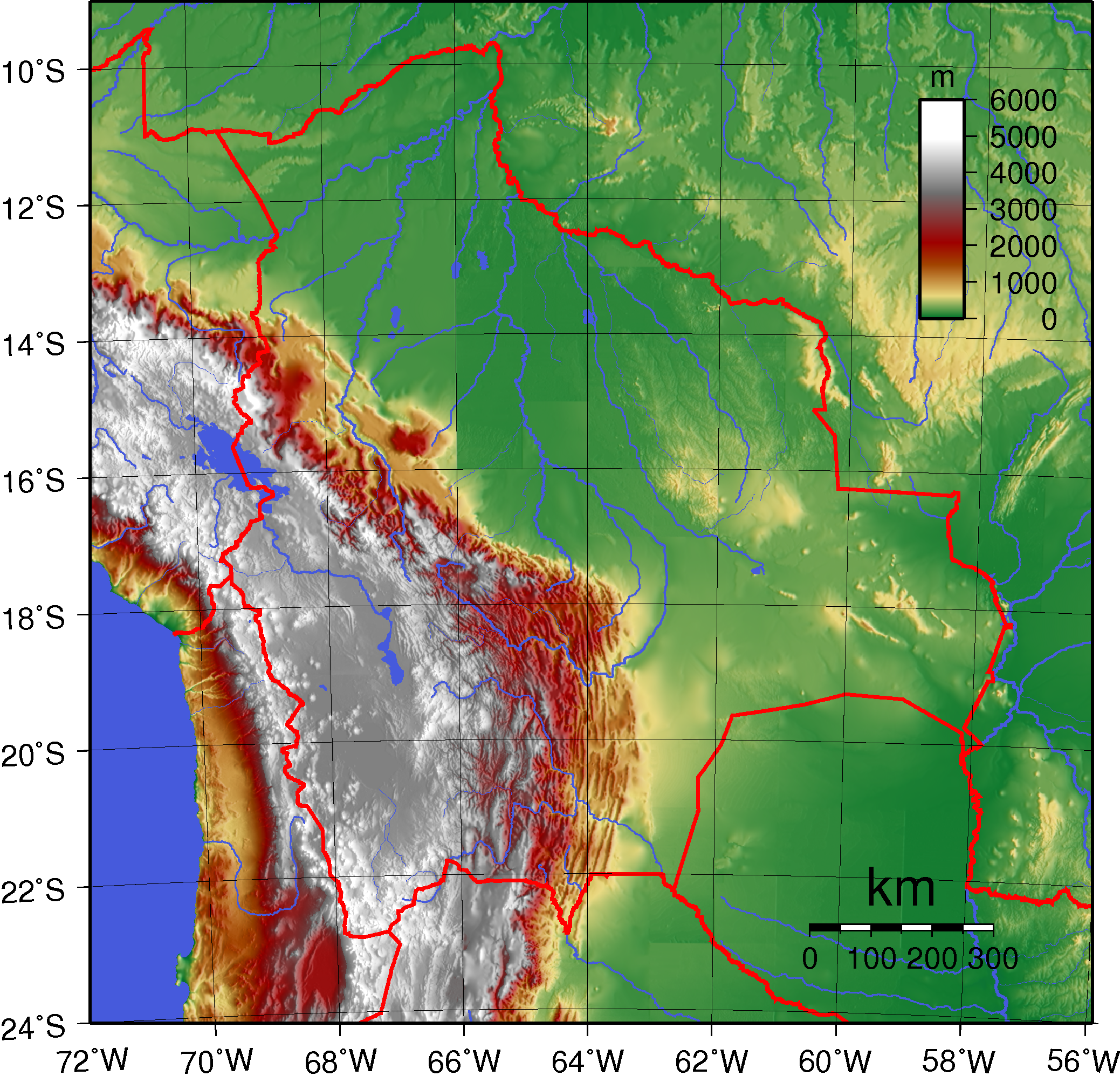
Mapa topográfico de Bolivia donde se puede observar claramente las regiones andina y amazónica-platense.

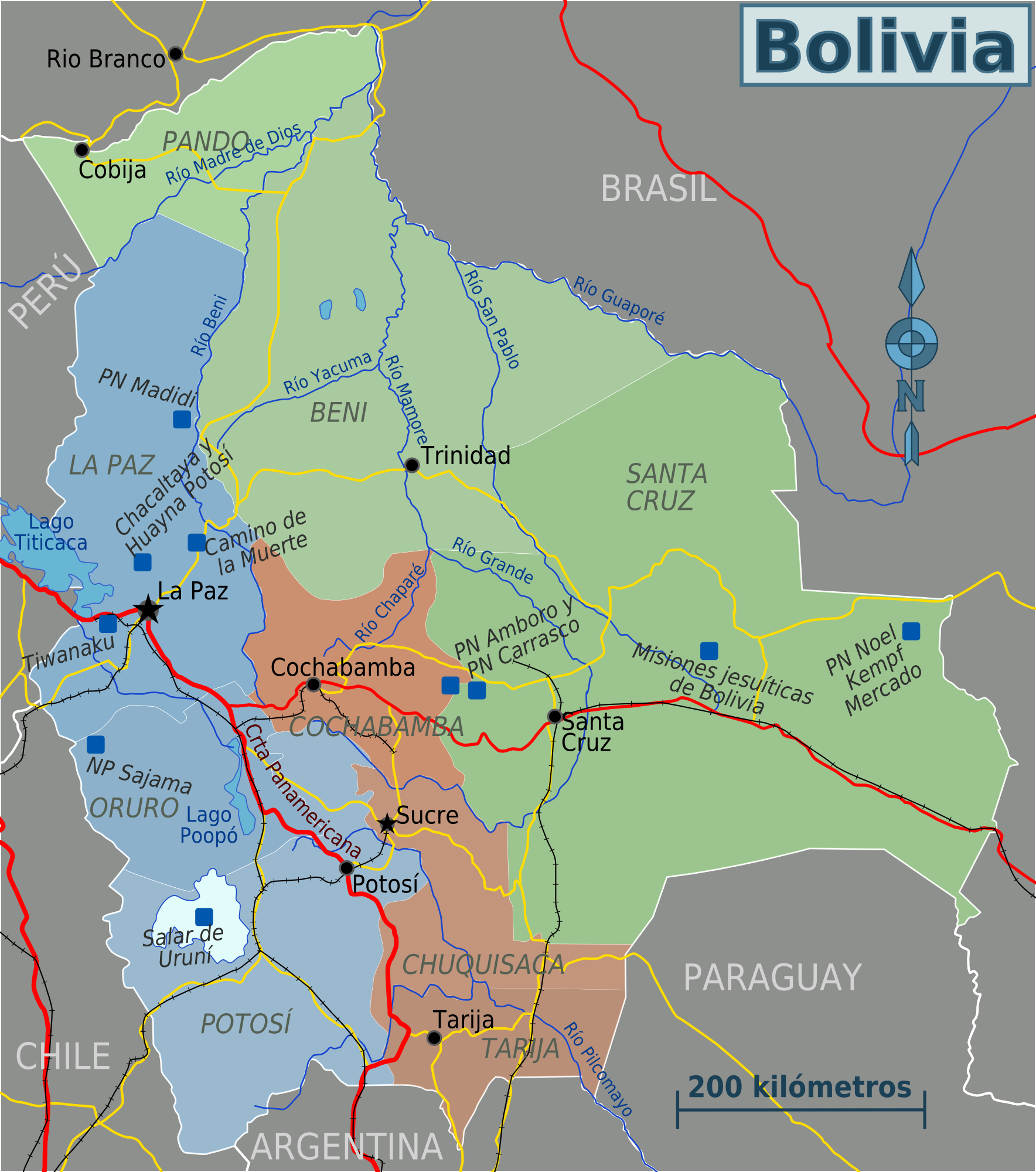
Mapa administrativo de las regiones de Bolivia delimitadas en términos turísticos:
Andina/Altiplano: La Paz, Oruro y Potosí.
Extensión geográfica: Cochabamba (oeste).
Valles/Sub-andina: Cochabamba, Chuquisaca y Tarija.
Extensión geográfica: La Paz (región central), Potosí (extremo este), Santa Cruz (oeste) y Beni (extremo sur).
Llanos orientales/Llanuras tropicales: Santa Cruz, Beni y Pando.
Extensión geográfica: La Paz (extremo norte), Chuquisaca (oriente - chaco), Tarija (oriente - chaco) y Cochabamba (oriente - extremo trópico).

La región andina de Bolivia abarca el 28% del territorio nacional boliviano, ocupando una superficie de 307 000 km², está comprendida por el Altiplano y la cordillera de los Andes con alturas de más de 4000 m. s. n. m., en ella se encuentran las cimas más altas del país, posee la altiplanicie andina, una meseta plana a una altitud de media de 4000 m s. n. m. Está ubicada entre los dos grandes ramales andinos: la cordillera Occidental y la cordillera Oriental o Real, las que presentan algunas de las cumbres más elevadas de América como el Nevado Sajama con 6542 m s. n. m. y el Illimani con 6462 m s. n. m.

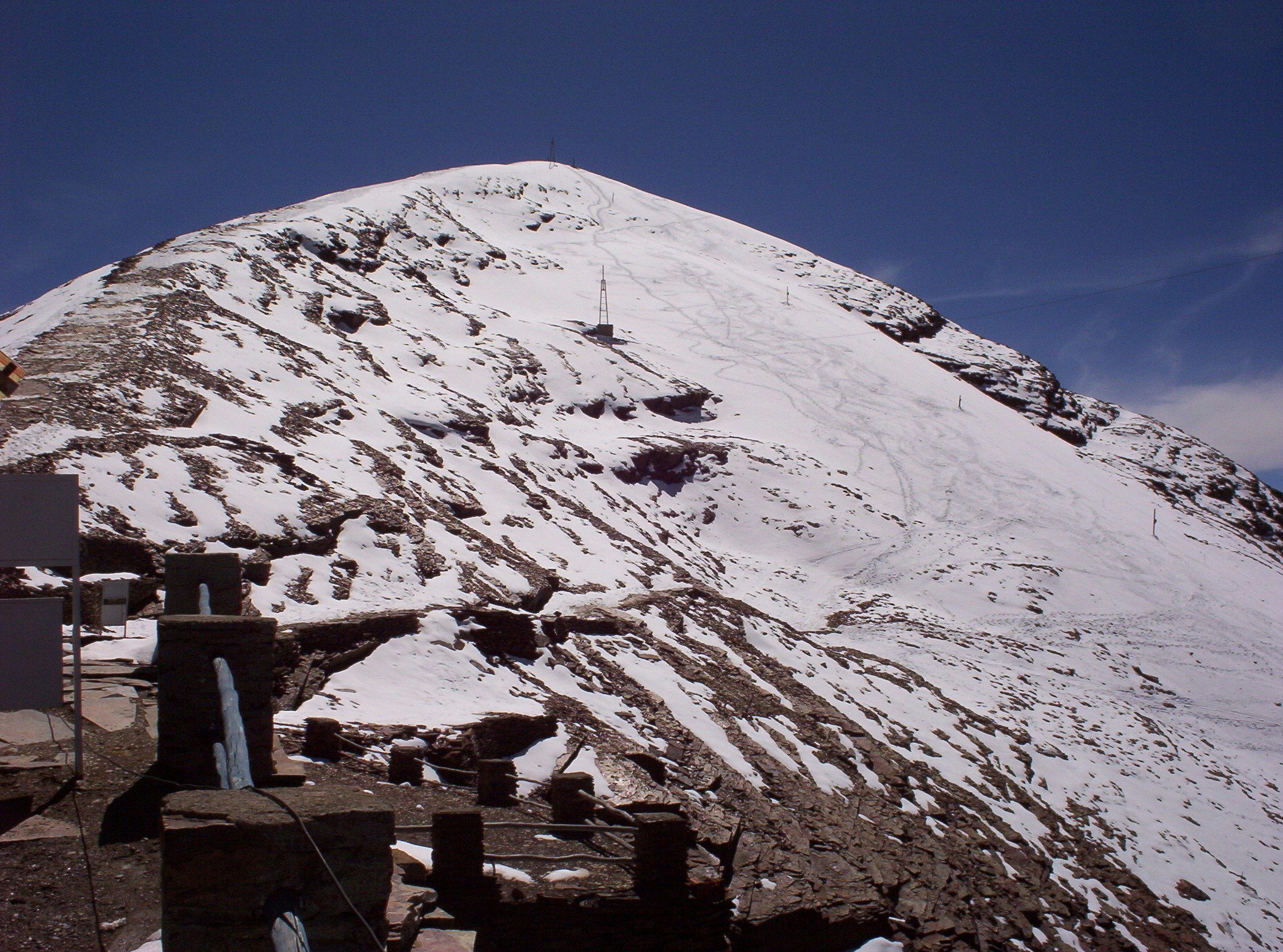
Imagen parcial de la pista de esquí Chacaltaya, en la cordillera de los Andes

Entre estas dos ramificaciones de la Cordillera de los Andes se encuentra la elevada meseta del altiplano con una altitud media de 3800 m s. n. m. Aquí se encuentra el lago navegable más alto del mundo, el lago Titicaca, situado a 3810 m s. n. m., con una extensión de 8300 km² que lo sitúa como el vigésimo cuarto lugar en el ámbito mundial. A Bolivia le corresponden 3770 km² y el resto al Perú por donde navegan embarcaciones de gran calado, posee además islas como la Isla del Sol, la más grande del lago y muchas otras. 
También se encuentran en el altiplano salares de todos los tamaños, siendo el más grande el salar de Uyuni: el depósito de sal más grande del mundo que contiene aproximadamente 64 mil millones de toneladas de sal y de litio, unas de las más importantes del mundo y el salar de Coipasa más pequeño pero sin menos importancia. 
Aquí se encuentran un sinnúmero de lagunas. Entre las principales: Colorada con una superficie de 60 km² y Kalina de 26 km², la primera llamada así por el color de sus aguas.
La cordillera de los Andes al entrar en territorio boliviano se ramifica en diversos sectores. Desde el norte, el nudo de Vilcanota o Apolobamba forma las cordilleras Occidental o Volcánica y Oriental o Real. La cordillera Occidental se divide en tres secciones: Lacustre o del Norte, Central y Meridional o Volcánica. La cordillera Real se divide en seis distritos: Apolobamba, Muñecas, Real o de La Paz, Tres Cruces, Santa Vera Cruz y de Cochabamba. La cordillera Central nace en la cordillera Real hacia el noreste - sureste y está formada por tres cordones: Septentrional o cordillera de Azanaques, Central o cordillera de Los Frailes y la Meridional, que comprende las cordilleras de Chichas y Lípez, la cordillera de Sama.
Occidente boliviano: la región subandina de La Paz, Cochabamba, Chuquisaca y Tarija (excepto la ecorregión del Chaco húmedo Boliviano) junto con la región andina o del altiplano, conforman al sector occidental de Bolivia. Desde un punto de vista administrativo, el bloque occidental se compone por La Paz, Cochabamba, Potosí, Oruro y Chuquisaca.
Las zonas en donde se ubica la región andina de Bolivia comprende el departamento de Oruro, sur y centro del departamento de La Paz, departamento de Potosí, excepto su lado oriental y en menor medida, el oeste del departamento de cochabamba.
La región subandina comprende: Los Yungas (en La Paz, Cochabamba y Santa Cruz), casi toda la extensión del departamento de Cochabamba, excepto el trópico cochabambino,valles del departamento de Potosí, valles y chaco húmedo del departamento de Chuquisaca, departamento de Santa Cruz y departamento de Tarija.